# Music to Crash Your Car to: Vol. 1
Music to Crash Your Car to: Vol. 1 es una caja recopilatoria que contiene los primeros cuatro álbumes de Mötley Crüe en su formato reeditado (es decir, incluyendo los bonus tracks): Too Fast for Love, Shout at the Devil, Theatre of Pain y Girls, Girls, Girls. Como bono adicional, el box set contiene la mezcla original de Too Fast for Love, también la mezcla de Leathür y también se incluye un folleto y fotos. Un segundo volumen también fue lanzado, que contiene canciones de años más tarde la banda.

## Lista de canciones
Disco 1
1. "Live Wire" (Leathür Original Mix)
2. "Public Enemy #1" (Leathür Original Mix)
3. "Take Me to the Top" (Leathür Original Mix)
4. "Merry-Go-Round" (Leathür Original Mix)
5. "Piece of Your Action" (Leathür Original Mix)
6. "Starry Eyes" (Leathür Original Mix)
7. "Stick to Your Guns" (Leathür Original Mix)
8. "Come On and Dance" (Leathür Original Mix)
9. "Too Fast for Love" (Leathür Original Mix)
10. "On With the Show" (Leathür Original Mix)
11. "Live Wire"
12. "Come On and Dance"
13. "Public Enemy #1"
14. "Merry-Go-Round"
15. "Take Me to the Top"
16. "Piece of Your Action"
17. "Starry Eyes"
18. "Too Fast for Love"
19. "On With the Show"

Disco 2
1. "Toast of the Town"
2. "Tonight"
3. "Too Fast for Love" (Alternate Intro)
4. "Merry-Go-Round" (Live)
5. "In the Beginning"
6. "Shout at the Devil"
7. "Looks That Kill"
8. "Bastard"
9. "God Bless the Children of the Beast"
10. "Helter Skelter"
11. "Red Hot"
12. "Too Young to Fall in Love"
13. "Knock 'Em Dead Kid"
14. "Ten Seconds to Love"
15. "Danger"
16. "Shout at the Devil" (Demo)
17. "Looks That Kill" (Demo)
18. "Hotter Than Hell" (Demo)
19. "I Will Survive"
20. "Too Young to Fall in Love" (Demo)

Disco 3
1. "City Boys Blues"
2. "Smokin' in the Boys Room"
3. "Louder Than Hell"
4. "Keep Your Eye on the Money"
5. "Home Sweet Home"
6. "Tonight (We Need a Lover)"
7. "Use It or Lose It"
8. "Save Our Souls"
9. "Raise Your Hands to Rock"
10. "Fight for Your Rights"
11. "Home Sweet Home" (Demo)
12. "Smokin' In the Boys Room" (Alternate Guitar Solo)
13. "City Boy Blues" (Demo)
14. "Home Sweet Home" (Instrumental Rough Mix)
15. "Keep Your Eye on the Money" (Demo)
16. Tommy's Drum Piece from Cherokee Studios

Disco 4
1. "Wild Side"
2. "Girls, Girls, Girls"
3. "Dancing on Glass"
4. "Bad Boy Boogie"
5. "Nona"
6. "Five Years Dead"
7. "All in the Name Of..."
8. "Sumthin' for Nuthin'"
9. "You're All I Need"
10. "Jailhouse Rock" (Live)
11. "Girls, Girls, Girls" (Tom Werman & Band Intro -- Rough Instrumental Mix)
12. "Wild Side" (Instrumental -- Rough Mix of Instrumental Track)
13. "Rodeo"
14. "Nona" (Instrumental Demo Idea)
15. "All in the Name Of..." (Live)